# Aniceto Carmona
Aniceto Carmona Castelo Martins (Perais, Vila Velha de Ródão, 1933 - Lisboa, 19 de dezembro de 2022) foi um caricaturista português.
Publica a sua primeira caricatura em Julho de 1952 no semanário lisboeta O Cartaz, o ciclista Fernando Moreira de Sá que foi vencedor da Volta a Portugal desse ano. "O caricaturista anda nestas lides de retratar, em jeito satírico, as mais eminentes personalidades políticas da vida internacional não têm conta os jornais e as revistas onde os seus originais estão publicados. O seu talento, neste difícil sector artístico, ficou, aliás, bem demonstrado nas dez exposições em que tomou parte e na Imprensa de muitos países europeus e sul-americanos".
Tem obra publicada em vários periódicos, entre os quais se destacam: O Mundo, Os Ridículos, Plateia, Rádio e Televisão, Barraca, Sporting, Belenenses, Benfica, Boletim dos Telefones, Flama, Boletim TAP, Revista Angola, Século (II Série), A Chucha, Sintra Ilustrado, O Concelho de Vila Velha de Ródão, Varzeense, Semanário Região de Rio Maior, Jornal de Sintra, Farpas (O jornal da Festa Brava), Jornal Feminino (Porto), Jornal do Exército, Jornal das Manobras, Jornal O Casapiano , Revista Dona e O Heraldo- Hebdomadário Lisbonense Regionalista Independente, Revista Sílex,Revista Peregrinação, Jornal Portugal Cá & Lá.  De modo esparso tem caricaturas publicadas em Álbuns de fim de curso e nos jornais brasileiros: Jornal do Commércio e Boletim da A.B.I. (Associação Brasileira de Imprensa). 

## Dados biográficos

### Formação
Em 1950, concluía o curso comercial na Escola Comercial e Industrial Patrício Prazeres, onde começou a ser atraído pela arte da caricatura tinha ainda 14 anos.
Sem ter frequentado uma escola de Belas Artes, o jovem em 1957 (com 24 anos) vai à Mundo - Revista Semanal Ilustrada apresentar o seu trabalho que, logo a seguir é publicado.
A sua biografia foi publicada por Michael Tannock
Conheceu e conviveu com Teixeira Cabral (Mestre caricatura-Síntese), Natalino, Pargana, Camacho, Leonel Cardoso, entre outros. Efectuou mais de uma dezena de Exposições Individuais, em Lisboa, Costa da Caparica, Barreiro, Póvoa de Santo Adrião. Tomou parte em diversas colectivas em Portugal, no Brasil e em França.
Embora faça uso de um estilo diversificado, é um Caricaturista-repentista, tem-se fixado nos últimos anos na Caricatura-síntese, cujo traço domina na perfeição, havendo nele reminiscências de Bagaría e Teixeira Cabral (mestres fabulosos).
Conhecedor da história da caricatura, reuniu uma coleção de livros e revistas, que passaram a estar à guarda do Ateneu Casapiano no Estádio Pina Manique.
Morreu em Lisboa a 19 de dezembro de 2022, encontrando-se sepultado em Camarate.

### Prémios
Apresentou-se, por três vezes, no Salão Nacional de Caricatura e, em 1989, foi galardoado com o 1º Prémio Caricatura do II Salão Livre em Porto de Mós com a caricatura do actor Português Barroso Lopes.

### Obra publicada
Publicou uma obra em volumes sobre Os Grandes Caricaturistas Portugueses.

### Laboratório

### Em Relevo

### Repentistas

### Gente Comum